# François-Michel Durazzo
François-Michel Durazzo (1956) és un professor de literatura llatina i de llengua grega a l'ensenyament superior, a Bordeus.
Poeta en llengua corsa, descobreix cap als anys noranta la literatura catalana de la mà del poeta lleidatà Jaume Pont, a qui considera un dels millors poetes de la literatura europea actual; tradueix, després, altres poetes com Carles Duarte, Pere Gimferrer o Antoni Clapés, i es fa càrrec de la traducció d'una antologia de poesia catalana contemporània en francès anomenada 48 poètes pour le XXIe siècle, Anthologie de la poésie catalane, Éd. des Écrits des forges (Trois-Rivières, Québec: Écrits des forges, 2005). Ha traduït al francès, cors, castellà i italià, més d'una cinquantena de poemaris i antologies de poesia de diferents llengües mediterrànies (català, cors, gallec, italià, llatí, portuguès, àrab...), a més de l'obra narrativa de diversos autors en llengua espanyola, com Ramón Gómez de la Serna, Ricardo Piglia, Néstor Ponce, David Toscana, i catalana, com Joan Casas, Francesc Serés, Jep Gouzy, Miquel de Palol… Compta, també, amb més d'un centenar de col·laboracions en revistes de poesia a Espanya, França i Itàlia.